# Sein bester Freund (1918)
Sein bester Freund ist ein 1917 gedrehter, deutscher Kriminalfilm aus der Filmreihe Joe Deebs unter der Regie von Uwe Jens Krafft mit Max Landa in der Titelrolle.

## Handlung
Dieser Joe-Deebs-Krimi ist eine Geschichte mit humoristischen Untertönen. Henry de Smet, ein Freund des Detektivs, erhält Besuch von seinem Schwiegervater Sebastian Straaten, der während dieser Visite seinen Regenschirm verlegt. Daraufhin gerät der alte Mann fast in Panik, denn das gute Stück scheint ihm lieb und teuer. Deebs schaltet sich ein und findet den Schirm. Wenig später wird die Spürnase in einen Fall rund um Straaten hineingezogen. Denn dieser verstirbt plötzlich und hinterlässt, obwohl er als sehr vermögend galt, kein Geld, sondern lediglich ein hoch verschuldetes Haus, in dem er lebte. Deebs kommt auf die geniale Idee, in dem für Straaten so wichtigen Schirm zu suchen, und tatsächlich: er findet dort einen Depotschein, der eine hohe Summe (250.000) wert ist.

## Produktionsnotizen
Sein bester Freund wurde in der zweiten Jahreshälfte 1917 gedreht, passierte im Januar 1918 die Filmzensur und wurde am 15. Februar 1918 im Berliner Tauentzienpalast uraufgeführt. Der Film besaß vier Akte auf 1264 Metern Länge. Ein Jugendverbot wurde erteilt.
Für den erst 18-jährigen Kameramann Curt Courant war dies eine seiner ersten Arbeiten. Produzent Joe May, bei dem Regisseur Uwe Jens Krafft gelernt hatte, übernahm bei dessen Regie die künstlerische Oberleitung.

## Kritik
In Paimann’s Filmlisten ist zu lesen: „Humoristik recht gut. Spiel, Photos und Szenerie sehr gut.“